# Блекберн Наутилус
Блекберн Наутилус (енгл. Blackburn Nautilus) је британски ловачки авион који је производила фирма Блекберн (енгл. Blackburn). Први лет авиона је извршен 1929. године. 

Највећа брзина авиона при хоризонталном лету је износила 248 km/h.
Распон крила авиона је био 11,2 метара, а дужина трупа 9,65 метара. Празан авион је имао масу од 1462 килограма. Нормална полетна маса износила је око 2155 килограма.

## Наоружање
| Наоружање авиона: Блекберн Наутилус |                       |
| Ватрено (стрељачко) наоружање       |                       |
| Топ                                 |                       |
| Митраљез                            |                       |
| Број и ознака митраљеза             | 2 Викерс              |
| Бомбардерско наоружање (бомбе)      |                       |
| Класичне авио бомбе                 | до 4                  |
| Укупна маса                         | највише 36 кг (4 * 9) |
| Број тачака за подвешавање          | 4                     |
| Ракетно наоружање (ракете)          |                       |